# Korporaal
In de militaire hiërarchie is korporaal een militaire rang direct hoger dan die van soldaat en beneden die van sergeant. In oorlogstijd verleent men die rang wel voor een bepaalde verdienste. In vredestijd telt vaak het aantal dienstmaanden of -jaren voor een bevordering, of moet zoals bij de marine en het Korps Mariniers in Nederland een voortgezette vakopleiding worden doorlopen.
Het woord korporaal is in de zestiende eeuw aan het Frans ontleend (waar corporal naast caporal bestond). Dat is op zijn beurt afgeleid van het Italiaanse caporale, dus een kleine capo, ofwel hoofd van een sectie soldaten; terwijl capo zich ontwikkeld heeft uit het Latijnse woord voor hoofd caput.

## Nederland
In Nederland wordt men tegenwoordig korporaal krachtens functie, en bij een infanteriegroep wordt één korporaal aangesteld als plaatsvervanger (vergelijkbaar met assistent-leidinggevende) van de sergeant. Een plaatsvervangend korporaal werkt onder een sergeant en houdt bijvoorbeeld toezicht op enkele soldaten. Tevens adviseert de korporaal de sergeant. Dit kan zijn omdat de korporaal meer ervaring heeft (dienstjaren) of omdat deze de soldaten beter kent. Daarnaast heeft de plaatsvervangend korporaal in de uitvoering van drills en gevechtstechnieken specifieke, voor zijn of haar functie omschreven taken. Bij afwezigheid van de onderofficier dient hij of zij deze te vervangen.
In het Nederlandse leger werden korporaals tot de manschappen gerekend. Korporaals bij de marine worden echter tot de onderofficieren gerekend in het Algemeen militair ambtenarenreglement. Een korporaal van de nautische dienst bij de marine wordt kwartiermeester genoemd. Bij het Koninklijk Nederlandsch-Indisch Leger (KNIL) heette de inlandse korporaal gewoon 'korporaal', terwijl de Europese korporaal 'brigadier' werd genoemd.
| Koninklijke Landmacht | Koninklijke Landmacht | K. Landmacht Cavalerie | K. Landmacht Cavalerie | Koninklijke Luchtmacht | Koninklijke Luchtmacht | Koninklijke Marine | Koninklijke Marine | Koninklijke Marechaussee | Koninklijke Marechaussee |
| --------------------- | --------------------- | ---------------------- | ---------------------- | ---------------------- | ---------------------- | ------------------ | ------------------ | ------------------------ | ------------------------ |
| Korporaal 1e klasse   |                       | Korporaal 1e klasse    |                        | Korporaal 1e klasse    |                        | Korporaal          |                    | Marechaussee 1e klasse   |                          |
| Korporaal             |                       | Korporaal              |                        | Korporaal              |                        | Matroos 1          |                    | Marechaussee 2e klasse   |                          |